# Arnex-sur-Orbe
Arnex-sur-Orbe is een gemeente en plaats in het Zwitserse kanton Vaud, en maakt deel uit van het district Jura-Nord vaudois.
Arnex-sur-Orbe telt 547 inwoners.